# Спиридонов, Егор Романович
Егор Романович Спиридонов (род. 22 января 2001, Магнитогорск, Челябинская область) — российский хоккеист, нападающий.

## Биография
Воспитанник магнитогорского «Металлурга». С сезона 2017/18 играл за команду МХЛ «Стальные лисы», в сезоне 2019/20 провёл 18 матчей за команду ВХЛ «Зауралье» Курган. 28 мая 2020 года был обменян в хабаровский «Амур» и сразу же — в СКА. 23 и 25 сентября провёл два матча в КХЛ, также сыграл 7 матчей в МХЛ за «СКА-1946» и 10 матчей в ВХЛ за «СКА-Нева». 24 февраля 2021 года продлил контракт до окончания сезона-2021/22. 12 октября 2021 года был обменян в «Сибирь». Провёл в сезоне три матча в КХЛ и 23 — за фарм-клуб «Южный Урал» Орск в ВХЛ. 21 марта 2022 года продлил соглашение до 30 апреля 2024 года. 27 декабря 2023 года подписал контракт до конца сезона с «Сочи».
Участник юниорского чемпионата мира 2018 года. Серебряный призёр юниорского чемпионата мира 2019 года. Участник молодёжного чемпионата мира 2021 года.